# Masatoshi Ishida
Masatoshi Ishida (石田 雅俊 Ishida Masatoshi?), född 4 maj 1995 i Chiba prefektur, är en japansk fotbollsspelare.
Ishida började sin karriär 2014 i Kyoto Sanga FC. Efter Kyoto Sanga FC spelade han för SC Sagamihara, Thespakusatsu Gunma och Azul Claro Numazu.